# Georges Thomas Brémontier
Georges Thomas Brémontier est un homme politique français né le 25 mars 1745 à Rouen (Normandie) et décédé le 5 janvier 1823 au même lieu.

## Biographie
Négociant à Rouen, il est député de la Seine-Inférieure de 1791 à 1792, siégeant avec la majorité. Il est de nouveau élu au Conseil des Cinq-Cents, le 24 germinal an VI puis siège au corps législatif de 1800 à 1814. Il est nommé directeur des droits réunis dans le Calvados en 1813.

## Sources
- « Georges Thomas Brémontier », dans Adolphe Robert et Gaston Cougny, Dictionnaire des parlementaires français, Edgar Bourloton, 1889-1891 [détail de l’édition]